# Zorua et Zoroark
Zorua et son évolution Zoroark, sont deux espèces de Pokémon, des créatures de fiction issues de la franchise Pokémon de Nintendo. Leur première apparition a lieu au Japon en 2010, dans les jeux vidéo Pokémon Noir et Blanc, sous les noms originaux de Zoroa (ゾロア) et Zoroaaku (ゾロアーク).
Tous d'eux ressemblent à des canidés à fourrure noire et crinière rouge, Zorua a l'apparence d'un renardeau et Zoroark d'un renard. Ils sont de type ténèbres et occupent respectivement les 570e et 571e emplacements du Pokédex national, l'encyclopédie qui recense les différentes espèces de Pokémon.
Zorua et Zoroark sont les vedettes du treizième long métrage de la saga Pokémon intitulé Zoroark, le Maître des Illusions.

## Création
La franchise Pokémon, développée par Game Freak pour Nintendo et introduite au Japon en 1996, tourne autour du concept de capture et d'entraînement de plusieurs centaines d'espèces de créatures appelées Pokémon, afin de les utiliser pour combattre des Pokémon sauvages et ceux d'autres dresseurs Pokémon, qu'il s'agisse de personnages non-joueurs ou d'autres joueurs humains. La puissance des Pokémon au combat est déterminée par leurs statistiques d'attaque, de défense et de vitesse et ils peuvent apprendre de nouvelles capacités en accumulant des points d'expérience ou si leur dresseur leur donne certains objets].

### Conception graphique
Comme la plupart des autres Pokémon, la création de Zorua et Zoroark a été l’œuvre de l’équipe de développement des personnages au sein du studio Game Freak ; leur apparence a été finalisée par Ken Sugimori.
Le 10 décembre 2009, une bande-annonce du treizième film Pokémon Zoroark, le Maître des Illusions est diffusé au Japon sous le nom Z, le Maître des Illusions dans le but de préserver l'identité du nouveau Pokémon. Le 6 février 2011, Junichi Masuda présente dans une vidéo la silhouette d'un Pokémon de la cinquième génération portant le nom de code Z. Le 10 février le magazine japonais CoroCoro Comic nous apprend que ce Pokémon se nomme Zoroark, et qu'il dispose d'une pré-évolution appelée Zorua.
Nintendo et Game Freak n'ont pas directement évoqué les sources d'inspiration de ces Pokémon. Le nom, la catégorie Pokémon dans le pokédex, ont laissé supposer qu’il s’agissant de renards. La catégorie Pokédex de Zoroark est plus explicite en le désignant comme un Pokémon bake-gitsune (ばけぎつね).  

### Étymologie
Zorua et Zoroark sont initialement nommés Zoroa (ゾロア) et Zoroaaku (ゾロアーク) en japonais. Ces noms sont ensuite adaptés dans trois langues lors de la parution des jeux en Occident : anglais, français et allemand ; le nom anglais est utilisé dans les autres traductions du jeu.
« Zorua » serait un mot-valise composé des mots « zorro » (« renard » en espagnol) et « rua » (« rouge » en irlandais), la seconde couleur la plus dominante de son corps.  Le nom « Zoroark » est aussi basé sur le mot « zorro » associé au mot « dark » (« sombre », « obscur » en anglais).

## Description
Ces deux Pokémon sont l'évolution l'un de l'autre : Zorua évolue en Zoroark. Dans les jeux vidéo, cette évolution survient en atteignant le niveau 30,.

### Zorua
Zorua ressemble à un renardeau. Il est principalement de couleur gris et possède une collerette de fourrure noire autour de son cou. Ses paupières, le bout de ses pattes et de sa mèche sont rouges. Il a le pouvoir de se transformer en humain ou en d'autres Pokémon. Il se protège du danger en dissimulant sa vraie identité. On dit qu'il se transforme souvent en petit enfant silencieux.

### Zoroark
Zoroark est la forme évoluée de Zorua. Comme sa pré-évolution, il ressemble à un renard de couleur gris et dispose aussi d'une collerette de fourrure. Il a une longue crinière rouge attachée au bout par un anneau bleu, ses bras sont fins tandis que ses avants-bras sont plus volumineux et jouit de trois griffes rouges sur chaque pattes. En groupe, ils sont très soudés et protègent les leurs en prenant l'apparence de leurs ennemis. Zoroark peut mystifier instantanément des foules d'humains. Il protège aussi son habitat en créant des illusions de paysages.

## Apparitions

### Jeux vidéo
Zorua et Zoroark apparaissent dans la série de jeux vidéo Pokémon. D'abord en japonais, puis traduits en plusieurs autres langues, ces jeux ont été vendus à près de 200 millions d'exemplaires à travers le monde. Ils ont fait leur première apparition le 18 septembre 2010, dans les jeux japonais Pokémon version Noire (ポケットモンスター　ブラック, Poketto Monsutā Burakku) et Pokémon version Blanche (ポケットモンスター　ホワイト, Poketto Monsutā Howaito).
Il n'y a aucune façon de capturer Zorua et Zoroark de façon légitime dans les jeux vidéo Pokémon de la 5ème génération, ils ne peuvent être obtenu que grâce à des distributions spéciales, en contenu téléchargeable,.
Il est possible d'avoir un œuf de Zorua en faisant se reproduire deux Pokémon dont un Zorua ou un Zoroark mâle entre eux. Cet œuf éclot après 6 630 pas, et un Zorua de niveau 5 en sort. Zorua et Zoroark appartiennent au groupe d’œufs sol. Leurs capacités spéciales sont « Illusion », qui leur permet de prendre l'apparence du dernier Pokémon de l'équipe. Ils apprennent diverses attaques, notamment Combo-Griffe, Hâte, Punition, Feinte et Tourmente. Leurs attaques les plus puissantes sont Tranche-Nuit, Explonuit et Tricherie.
Avec Chacripan et Léopardus, ils sont les seuls Pokémon de type ténèbres de base du Pokédex de Unys, dans Pokémon Noir et Blanc.

### Série télévisée et films
La série télévisée Pokémon et les films qui en sont issus narrent les aventures d'un jeune dresseur du nom de Sacha, qui voyage à travers le monde pour affronter d'autres dresseurs ; les intrigues sont souvent distinctes de celles des jeux vidéo. Zorua et Zoroark jouent un rôle majeur dans Zoroark, le Maître des Illusions. Kodai, antagoniste du film, se sert du pouvoir d'illusion de Zoroark afin de faire fuir les habitants de Couropolis dans le but de chercher librement l'onde de temps.
Un Zorua femelle apparaît dans L'heure du film ! Zorua dans « La légende du chevalier Pokémon » où elle refuse de jouer de multiples rôles dans les films de son dresseur. Elle fait d'autre apparition dans Combats et rencontres à Méanville, La finale du club de combat: un héros est né et Les nouvelles stars du septième art.
Un Zoroark apparaît dans L'île de l'illusion ! Zoroark dans le brouillard où elle se sert de ses capacités d'illusions pour protéger les autres Pokémon des braconniers.

### Manga
Un manga basé sur le film Zoroark, le Maître des Illusions est paru le 28 avril 2011 en France.
Zoroark apparaît aussi dans le manga Pocket Monsters Reburst (ポケットモンスターRéBURST, Poketto Monsutā Ribāsuto).

### Jeux de cartes
Le jeu de cartes Pokémon est un jeu de cartes à collectionner dont le principe est similaire aux combats Pokémon : le joueur doit utiliser ses cartes, chacune à l'effigie d'un Pokémon, pour vaincre les cartes de son adversaire.

## Réception
Les lecteurs d'IGN ont élu Zoroark comme le 68e Pokémon le plus populaire, sur les 650 connus fin 2010. Un autre sondage proposé par Nintendo Magazine classe Zoroark 5e Pokémon préféré des lecteurs pour les versions noire et blanche.
JC Fletcher, le rédacteur en chef du site Joystiq, qualifie Zorua de « petit et mignon » mais « malfaisant » par rapport à Zoroark. Le blog spécialisé dans le jeu vidéo Kotaku le trouve « adorable, petit, pelucheux et complètement malveillant ». Thomas East, rédacteur chez Nintendo Magazine, fait remarquer que Zorua « semble tout à fait mignon » tandis que l'apparence de Zoroark paraît plus menaçante. Il ajoute plus tard que la capacité de transformation de celui-ci pourrait faire de lui le « Pokémon le plus cool qui soit ». Jeff Marchiafava, journaliste du magazine mensuel américain sur le jeu vidéo Game Informer, écrit que Zorua est un exemple soulignant que la pré-évolution est souvent plus froide que la forme évoluée.
En outre, Zorua et Zoroark ont été bien accueilli par la presse du jeu vidéo.